# Rebeca Andrade
Rebeca Rodrigues de Andrade (ur. 8 maja 1999 w Guarulhos) – brazylijska gimnastyczka, mistrzyni i dwukrotna medalistka XXXII Igrzysk Olimpijskich w Tokio, mistrzyni i dwukrotna medalistka Mistrzostw świata z 2021 roku, wielokrotna medalistka Pucharu świata, czterokrotna mistrzyni panamerykańska, wielokrotna mistrzyni Brazylii.
W 2021 roku, została pierwszą Brazylijką w dyscyplinie gimnastyki sportowej, która zdobyła medal na Letnich Igrzyskach Olimpijskich i zarazem pierwszą, która otrzymała tytuł mistrzyni olimpijskiej.

## Życie osobiste
Andrade urodziła się 8 maja 1999 w Guarulhos, São Paulo, Brazylii. Jej matka, Rosa pracowała jako sprzątaczka, wychowując ósemkę dzieci, aby opłacić treningi gimnastyczne Rebeki. W wieku 9 lat przeprowadziła się do Rio de Janeiro, aby trenować w klubie Flamengo.
Po występie na Letnich Igrzyskach Olimpijskich w Tokio, Andrade zyskała ogromną popularność w Brazylii. W październiku 2021 roku pojawiła się na okładce magazynu Vogue Brasil oraz zdobyła prestiżową nagrodę Prêmio Brasil Olímpico dla najlepszej brazylijskiej sportsmenki roku.

## Kariera juniorska
Andrade zadebiutowała w rangach juniorek podczas Mistrzostw panamerykańskich w 2012 roku, gdzie pomogła kadrze Brazylii w zdobyciu srebrnego medalu. W konkurencjach indywidualnych zdobyła złote medale w wieloboju, skoku i ćwiczeniach wolnych oraz brąz na równoważni. Podczas Mistrzostw Ameryki Południowej juniorek w Cochabamba Andrade wygrała złoto zarówno w wieloboju indywidualnym, jak i drużynowym.
W 2013 roku kadra Brazylii po raz kolejny wygrała wielobój drużynowy na Mistrzostwach Ameryki Południowej, podczas gdy Andrade zdobyła złote medale w skoku i ćwiczeniach na poręczach, srebro na równoważni oraz brąz w wieloboju indywidualnym. W listopadzie Rebeca wzięła udział w Gimnazjadzie w stolicy Brazylii, gdzie zdobyła srebro w wieloboju drużynowym oraz brąz w wieloboju indywidualnym. W finałach na przyrządach wygrała złoto w skoku i zajęła 6. miejsce w ćwiczeniach wolnych.
Na początku 2014 roku Andrade wystąpiła w zawodach WOGA Classic w Plano, gdzie zdobyła złoto w wieloboju indywidualnym, skoku i na poręczach, srebro w wieloboju drużynowym oraz dwa brązowe medale na równoważni i w ćwiczeniach wolnych. Podczas Mistrzostw Ameryki Południowej Rebeca wygrała trzy złote i trzy srebrne medale. Andrade została wybrana na reprezentantkę kraju na Letnich Igrzyskach Olimpijskich w Nankin, jednak zrezygnowała z powodu kontuzji.

## Kariera seniorska
Andrade dołączyła do rangi seniorek w 2015 roku, debiutując podczas Pucharu świata w Lublanie, gdzie zdobyła brązowy medal w ćwiczeniach na poręczach. Podczas kolejnych zawodów z tej serii w São Paulo wygrała srebrny medal w skoku i zajęła 7. miejsce na poręczach.
W czerwcu Andrade doznała kontuzji więzadła krzyżowego przedniego, przez co zmuszona była do wycofania się zarówno z Igrzysk Panamerykańskich, jak i Mistrzostw Świata.
Po powrocie do zawodów w 2016 roku Andrade zdobyła pięć medali w serii zawodów Pucharu Świata oraz pomogła kadrze Brazylii w kwalifikacji do Letnich Igrzysk Olimpijskich w Rio, podczas których zajęła 8. miejsce w wieloboju drużynowym oraz 11. miejsce w wieloboju indywidualnym.
Po Igrzyskach w Rio Andrade miała kilka prób powrotu do formy, jednak dwie kolejne kontuzje więzadła krzyżowego przedniego w 2017 i 2018 roku uniemożliwiły jej start w wielu ważnych zawodach.
Przełomowym momentem w karierze Andrade okazał się być dopiero rok 2021. Po rezygnacji Simone Biles z konkurencji wieloboju indywidualnego kobiet podczas Letnich Igrzysk Olimpijskich w Tokio Rebeca zakwalifikowała się do finału z najwyższym wynikiem, jednak błędy w finale podczas ćwiczeń wolnych sprawiły, że ostatecznie uplasowała się na 2. miejscu za Amerykanką Sunisą Lee. W finale skoku Andrade zdobyła swój pierwszy tytuł oraz drugi medal olimpijski w karierze. Kilka miesięcy później została mistrzynią świata w skoku oraz wygrała srebrny medal w ćwiczeniach na poręczach.